# Heckingham
Heckingham är en civil parish i Storbritannien.   Den ligger i grevskapet Norfolk och riksdelen England, i den sydöstra delen av landet, 160 km nordost om huvudstaden London. Antalet invånare är 143. Arean är 4,5 kvadratkilometer.
Terrängen i Heckingham är mycket platt.